# Iridium Communications

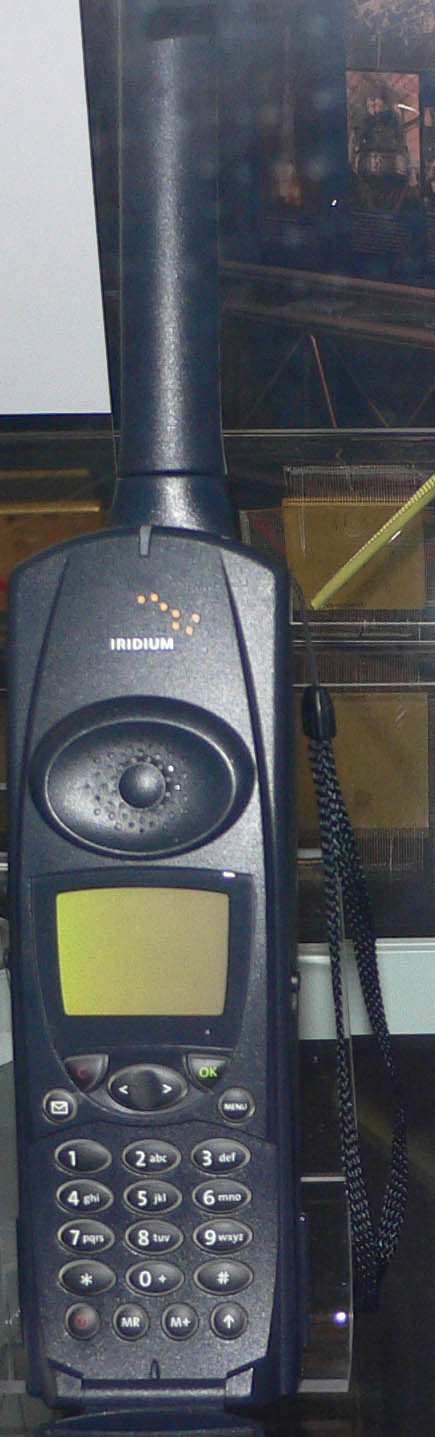
Um telefone que usa o sistema Iridium

Iridium é uma empresa de telefonia por satélite criada na década de 1990 pela fabricante de telefones celulares norte-americana Motorola, que possui um sofisticado sistema de telecomunicações baseado numa grande e complexa constelação formada por aproximadamente 66 satélites que orbitam a Terra em baixas altitudes. O sistema foi projetado e lançado na década de 1990 pela Motorola e tem o objectivo de fornecer um serviço móvel digital mundial de telecomunicações por meio de dispositivos portáteis e leves.
Este sistema de telefonia por satélite levou mais de dez anos para ser implementado e algumas estimativas apontam para um custo de mais de US$ 1 bilhão de dólares.

## História
Comenta-se que a esposa de um alto executivo da Motorola viajou em férias para fora dos Estados Unidos, porém o marido ficou trabalhando e não pôde viajar. Naquela época ainda se utilizava o celular analógico, e ela, fora dos Estados Unidos, tentava ligar para o marido, tentando utilizar o serviço local (em "roaming"), mas não conseguiu fazer a ligação. Ao regressar aos Estados Unidos, sugeriu ao marido o desenvolvimento de um telefone compacto e leve, com o qual qualquer pessoa conseguisse fazer e receber ligações em qualquer lugar do mundo, de uma forma rápida, eficiente e segura, mesmo que fosse em qualquer local remoto. 
O consórcio Iridium enfrentou uma variedade de problemas técnicos e dificuldades financeiras para ser introduzido no mercado mundial de telecomunicações, enfrentou inclusive a dura competição da tecnologia celular GSM e TDMA/CDMA, e seu rápido e eficiente desenvolvimento.
Desta forma, quando o Iridium foi lançado, já se podia fazer e receber ligações nas grandes cidades do mundo sem grandes dificuldades e também já se utilizava o sistema digital, superior em qualidade e facilidades quando comparado ao sistema analógico.
A proposta inicial da Motorola de oferecer uma alternativa bem mais flexível e muito sofisticada aos telefones celulares comuns de tecnologia GSM ou CDMA / TDMA foi quase totalmente inviabilizada pelo elevado custo de minutagem cobrado para uso dos satélites da rede Iridium.
Inicialmente, o sistema precisava naturalmente de uma certa quantidade mínima de aparelhos portáteis e móveis de telefonia por satélite comercializados para uma certa quantidade mínima de clientes que frequentemente consumissem uma quantidade razoável de minutos mensais para cobrir os custos fixos do sistema e torná-lo economicamente viável, porém este aproveitamento mínimo não foi alcançado tão rapidamente como planejado pelos executivos da Motorola.
Posteriormente, uma nova empresa foi criada para absorver a grande constelação de satélites e manter o serviço que já estava sendo oferecido aos seus clientes, e a marca Iridium foi mantida, com novos investidores participando do negócio. O serviço foi  mantido no mercado mundial com a mesma rede de satélites Iridium ainda em órbita para oferecer um tipo de serviço flexível de telecomunicações, inclusive o serviço de comunicação de voz e transmissão de dados (ACARS, por exemplo) para uso embarcado em aeronaves comerciais, aeronaves executivas e embarcações.

## Mercado
Em nível mundial, a Globalstar é a principal concorrente da Iridium no serviço de telefonia por satélite, os sistemas de comunicações das duas empresas são parecidos, tem muitos pontos em comum (ausência de “delay”, por exemplo) e a Globalstar também usa uma grande e sofisticada constelação de satélites LEO, aproximadamente 48 satélites.